# Musée archéologique d'El Jem
Le musée archéologique d'El Jem est un musée tunisien situé dans la ville d'El Jem, l'antique Thysdrus. Fondé en 1970, il a fait l'objet d'une rénovation en 2002.
Il est situé à proximité immédiate des premiers amphithéâtres de l'antique Thysdrus — le dernier, le plus grand et le mieux conservé est classé au patrimoine mondial. Le musée est accessible sur présentation du billet d'entrée à l'amphithéâtre.

## Collections
Dans une présentation très didactique, il comprend une importante collection de mosaïques romaines, couvrant une période allant du IIe siècle au Ve siècle, qui rassemble une bonne partie des pièces découvertes dans la ville (comme les mosaïques de la maison de la procession dionysiaque), un certain nombre d'autres étant conservées dans les musées de Sousse et surtout du Bardo.
On y trouve en outre de nombreuses mosaïques comportant des ornements géométriques ou des scènes figuratives, avec en particulier des scènes d'animaux sauvages, des scènes de chasse mais aussi des scènes de la vie sauvage, dont deux mosaïques trouvées lors des fouilles effectuées à la « maison de la procession dionysiaque » : tigre attaquant deux onagres et lions dévorant un sanglier. Ces représentations de la vie quotidienne sont typiques des mosaïques africaines. Les fauves sont traités avec des coloris riches et de subtils dégradés ; toutefois la cohésion du décor et des animaux est maladroite.

Mosaïques
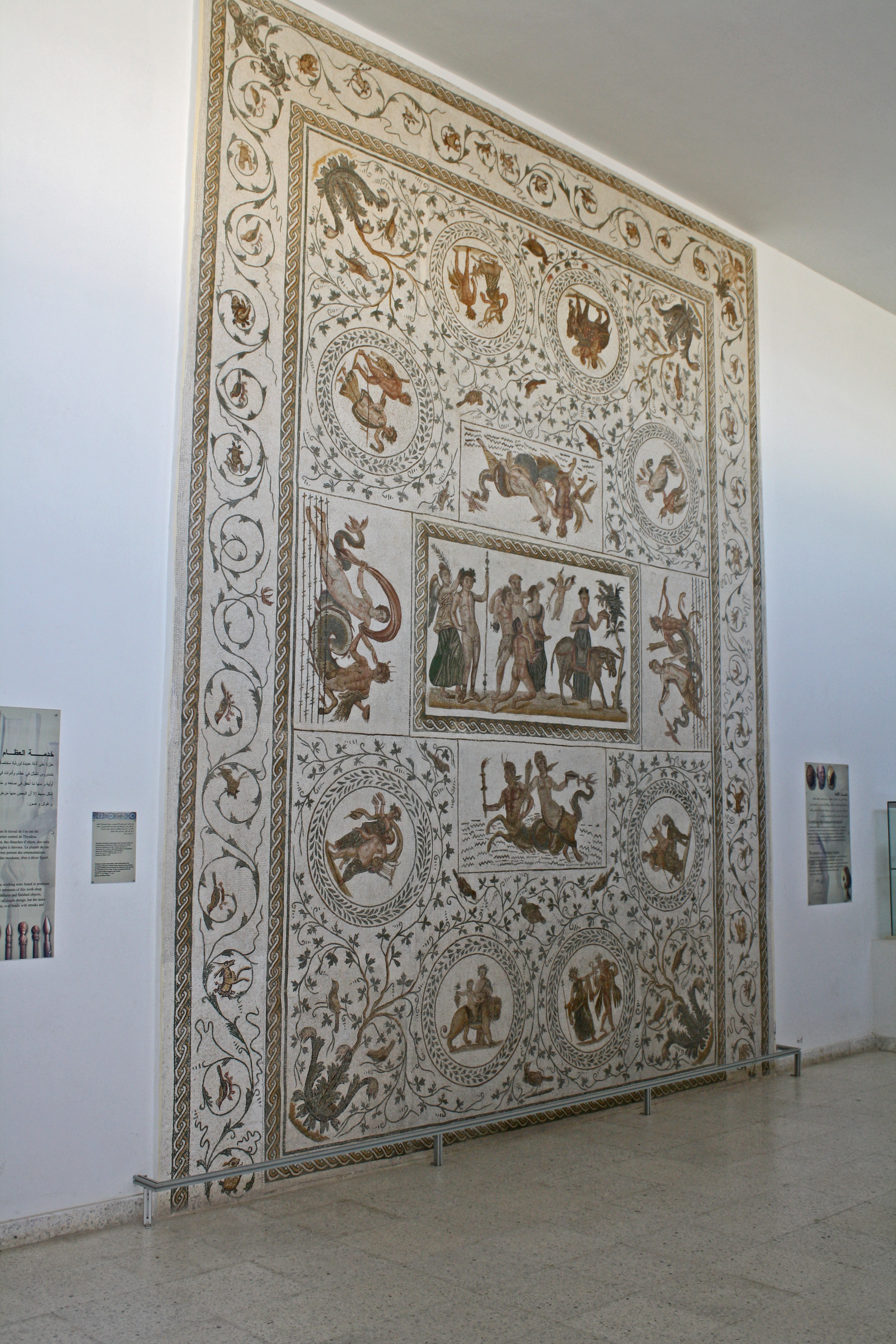
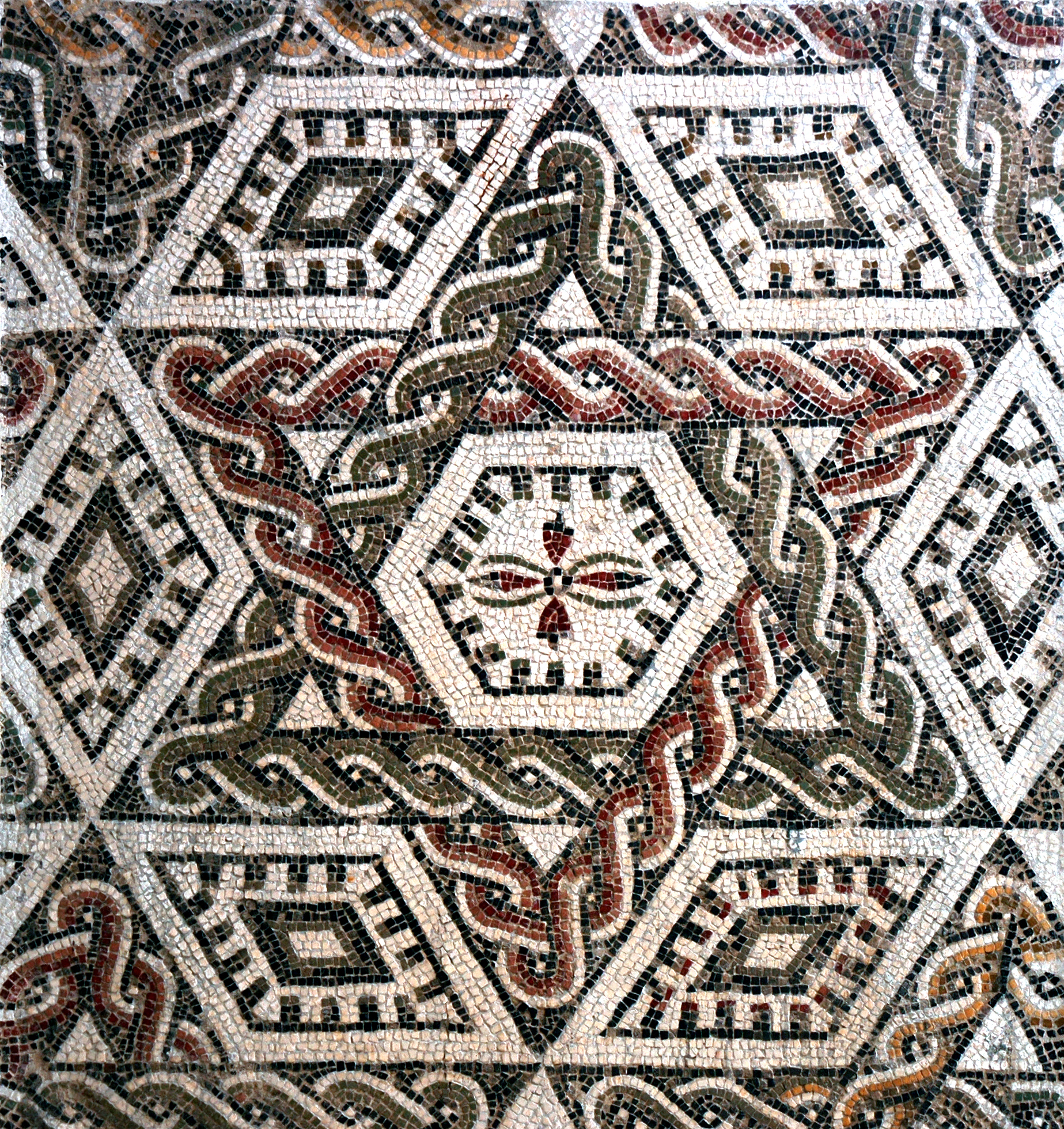
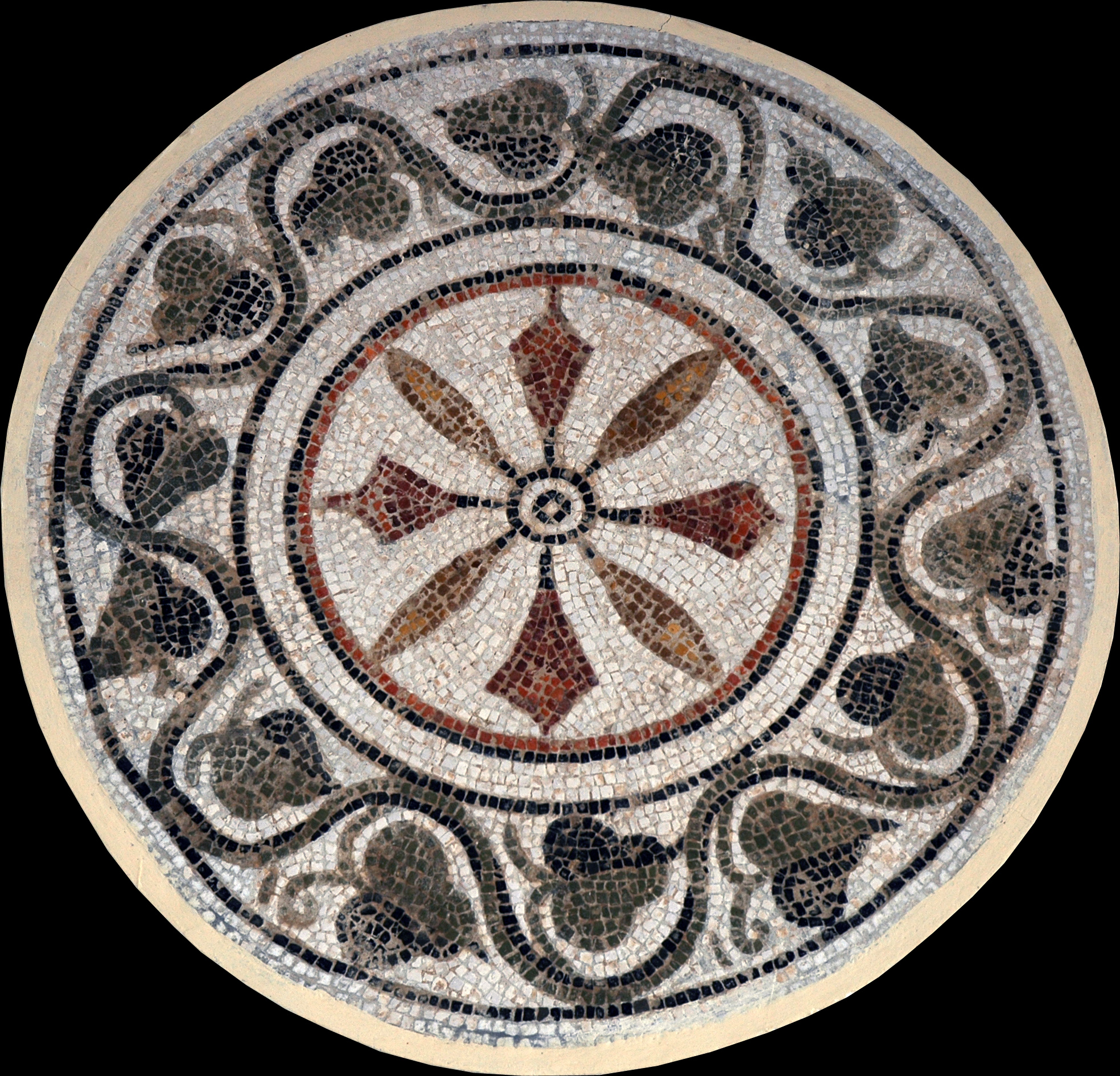
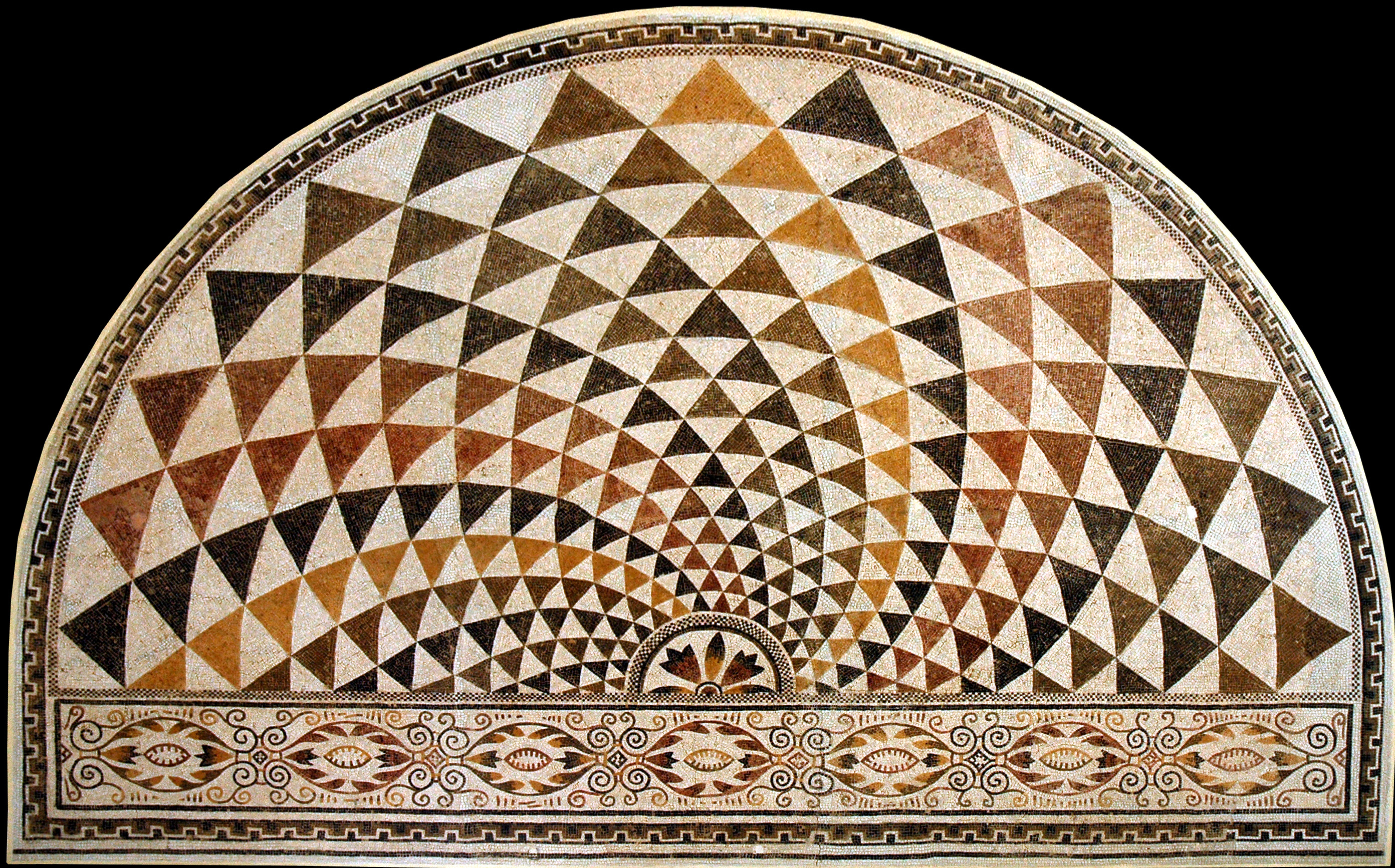

Dans son enceinte se situe un parc archéologique comportant un certain nombre de villas romaines importantes, dont la « villa du paon ».

## Villa Africa
C'est à la suite d'une tentative de construction illicite que la villa dite Africa a été mise au jour. Construite vers les années 170, elle avait un caractère somptueux et exceptionnel en raison des mosaïques qui en ornaient le sol. Bien que qualifiée de villa, il s'agit plus vraisemblablement d'une domus. Pour des raisons de sécurité et d'entretien, il a été décidé de reconstituer la villa Africa sur un espace plus approprié, près duquel le musée a été construit. Le plan initial a été respecté, mais seules les parties principales et leurs mosaïques ont été déplacées, les autres pièces mineures étant seulement suggérées.
Cette reconstitution s'est faite grâce à l'Institut national du patrimoine, notamment sous la direction d'Hédi Slim, conservateur du site, et de Jean-Claude Golvin, directeur de recherche au CNRS.

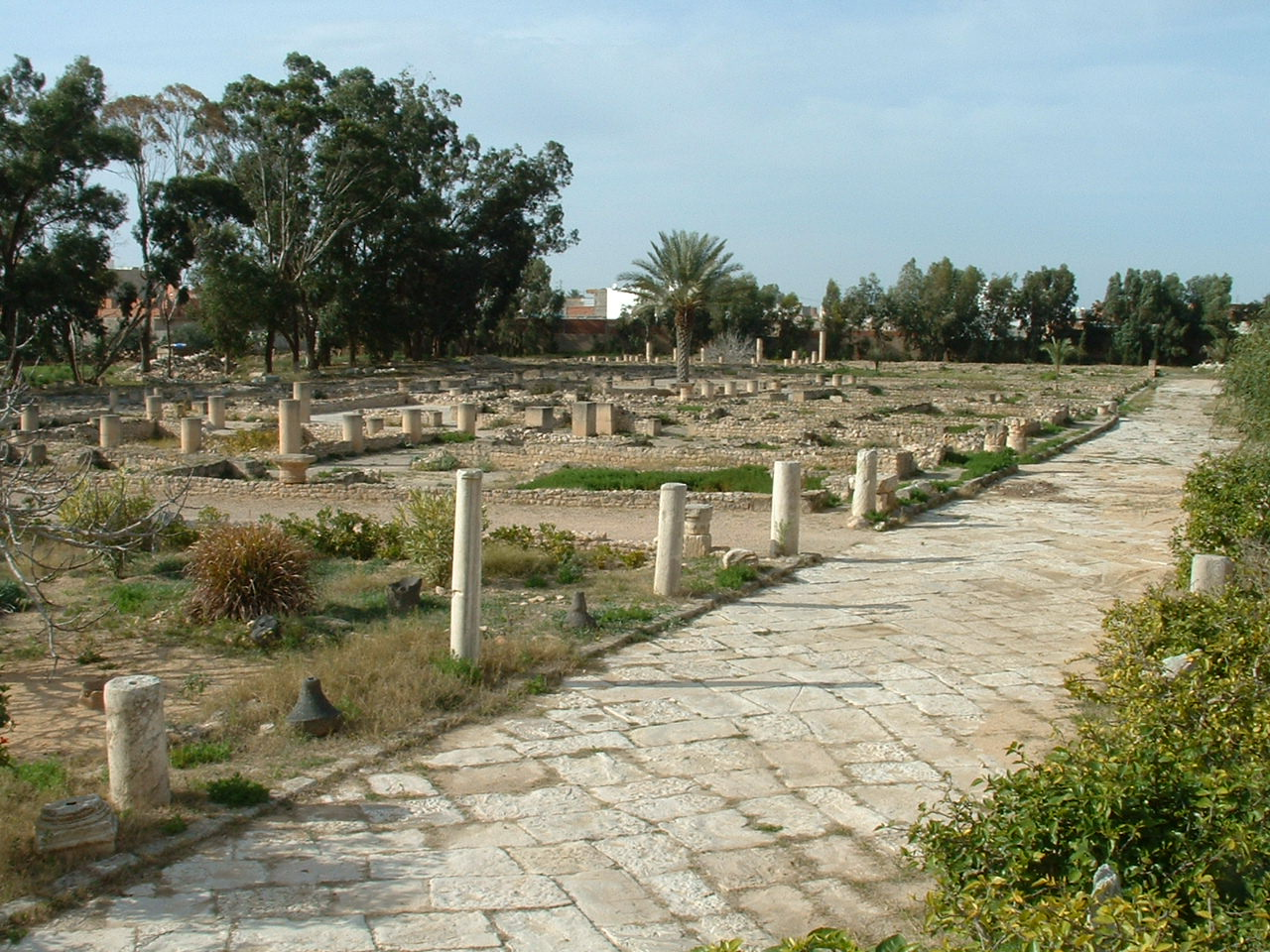
Vue sur le parc archéologique.

Dans la villa figurent plusieurs panneaux explicatifs, par exemple sur les techniques de construction ou l'art et la position sociale du mosaïste.
La villa comporte notamment deux superbes mosaïques d'allégories. La première, datée de la seconde moitié du IIe siècle, est un pavement carré dont le côté mesure 1,60 mètre ; il était l'élément central d'une salle de réception. Il s'agit d'une représentation, rare sur les mosaïques d'Afrique, de la déesse Africa, dispensatrice de richesse et de fertilité, surmontée d'une dépouille d'éléphant et rayonnant sur les quatre saisons représentées par des bustes. Pline rapporte dans son Histoire naturelle qu'« en Afrique romaine personne n'entreprend rien sans avoir, au préalable, évoqué Africa ». La divinité a le regard tourné vers la gauche et la représentation est au milieu d'un octogone aux angles occupés par des roses. Cette mosaïque a été qualifiée de « composition d'une grande sobriété et d'un équilibre parfait » par Mohamed Yacoub.

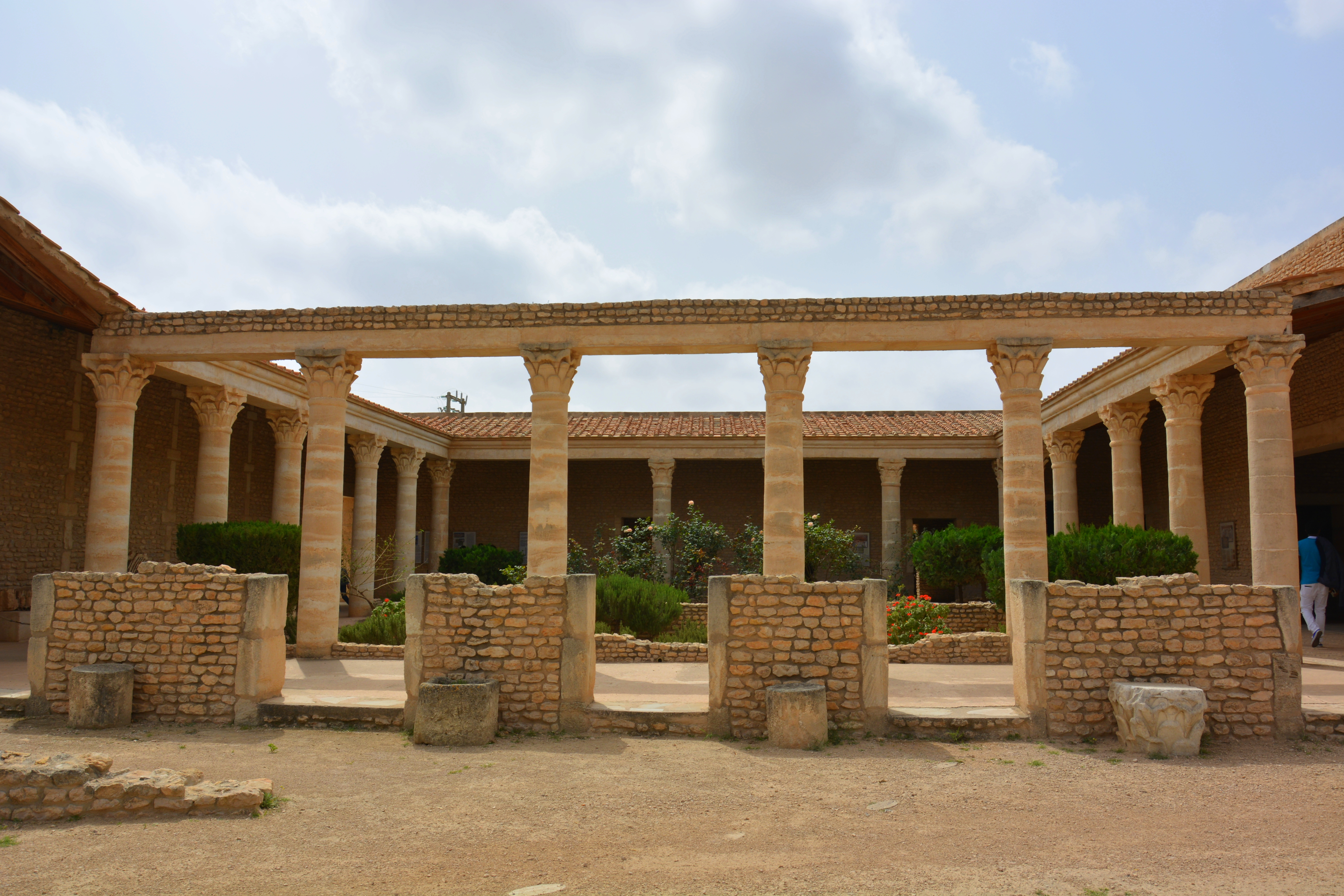
Cour de la villa Africa.

La deuxième est un pavement presque carré d'environ 3,50 mètres de côté, qui décorait une large salle de 6 mètres sur 4,50, probablement une chambre à coucher jouxtant la pièce contenant la mosaïque précédente. Elle représente une allégorie de Rome assise sur des armes amassées et tenant un globe dans sa paume droite et une longue lance dans sa main gauche. Autour d'elle sont représentées des allégories dont certaines évoquent les principales provinces de l'Empire romain : l'Égypte tenant un sistre, l'Asie dotée d'une coiffure avec des tourelles, l'Afrique représentée par la déesse Africa, là encore coiffée d'une dépouille d'éléphant. Les autres représentations ont fait l'objet de débats, certains évoquant l'Espagne ou la Sicile (représentée alors par une Diane coiffée d'un triskèle symbolisant les trois pointes de l'île), voire des cités telles Alexandrie, Carthage ou Antioche.
Mohamed Yacoub évoque la période 150-170 pour ces deux œuvres, caractéristiques d'une période de « réaction classicisante et simplificatrice » datable de la fin du règne d'Antonin le Pieux ou de celui de Marc Aurèle.

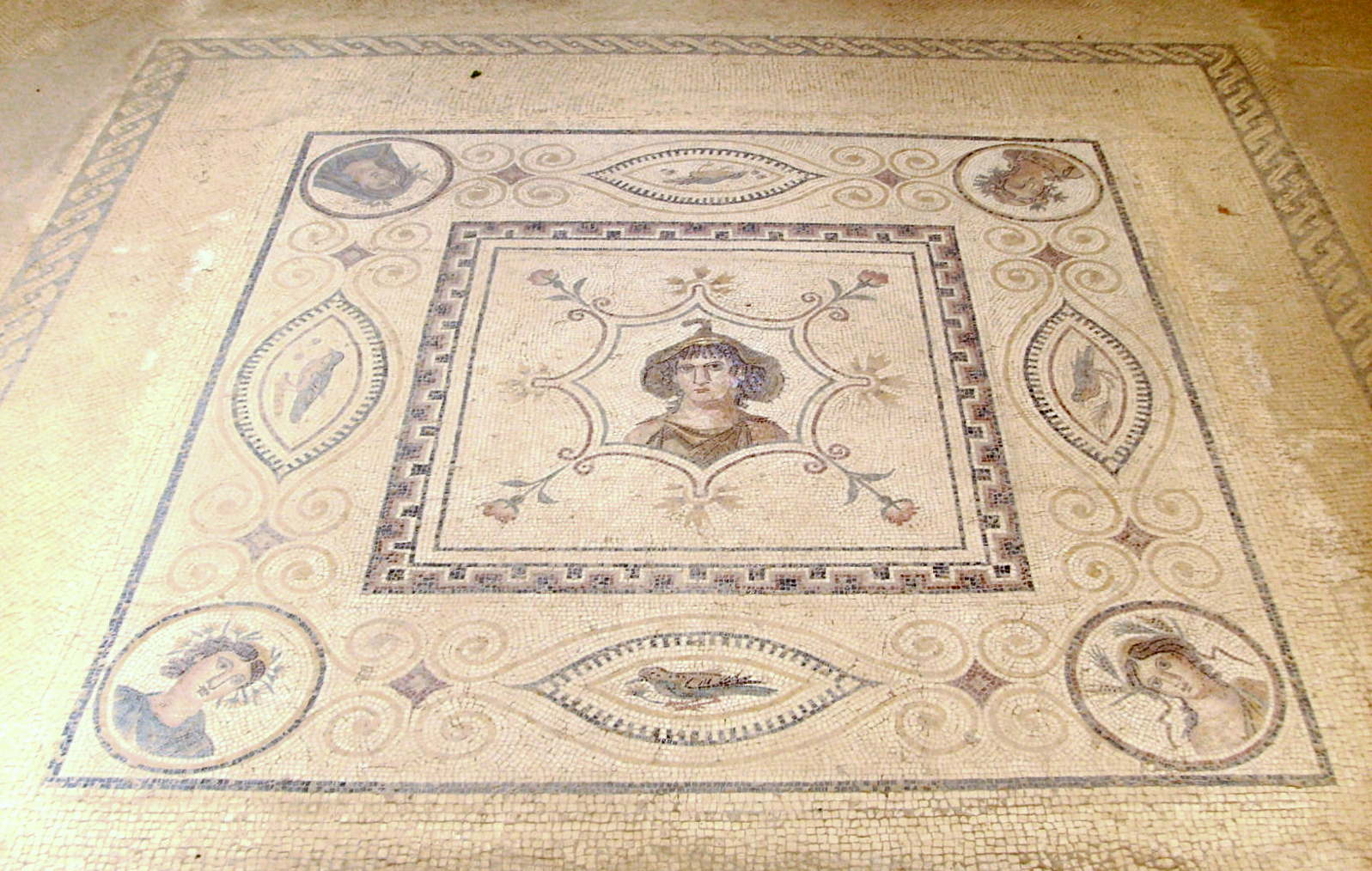
Mosaïque d'Africa et les Saisons.
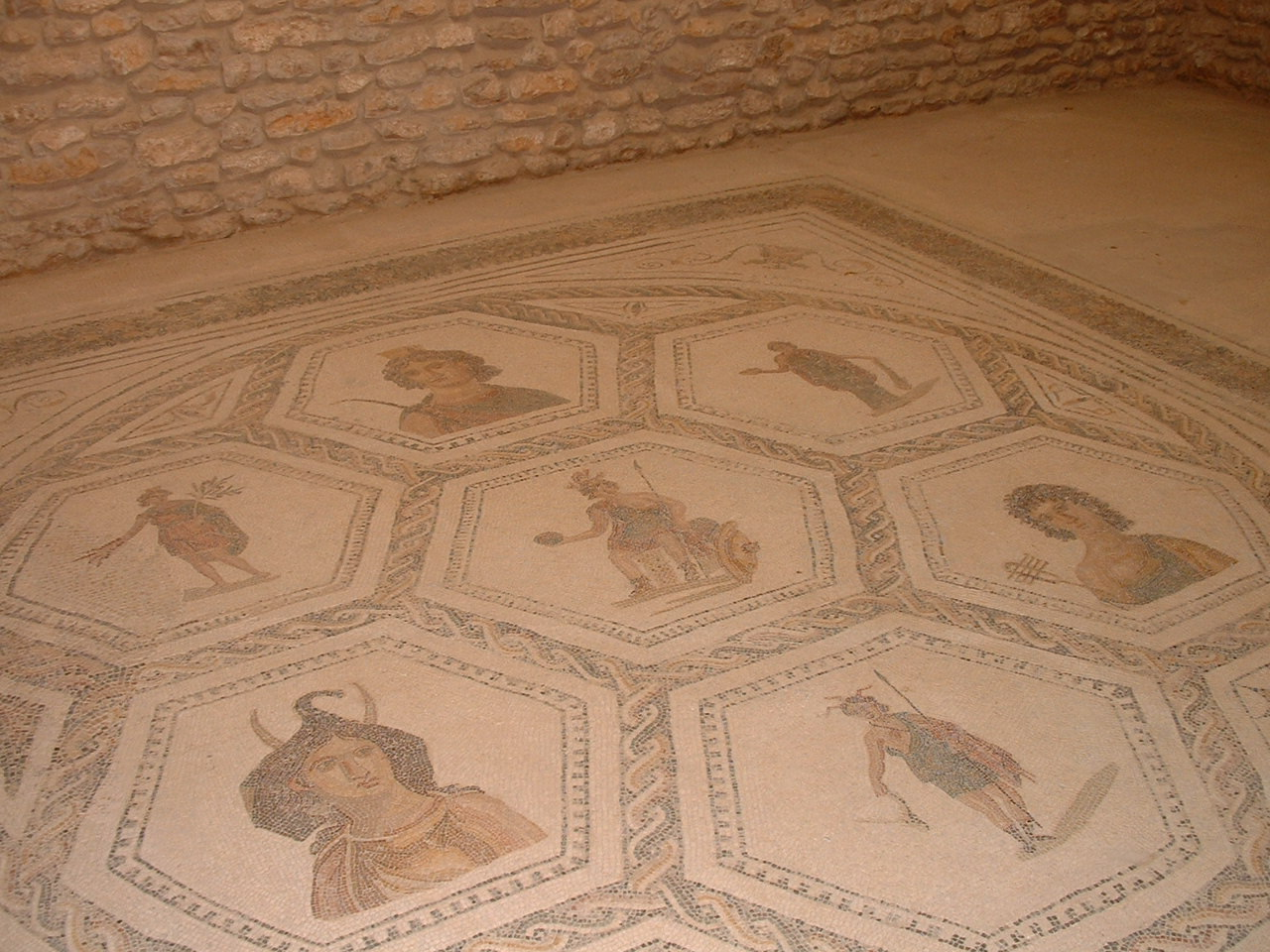
Mosaïque de Rome et les provinces.